# Bullpup
El término bullpup se refiere a un formato de arma de fuego, en el cual los mecanismos y el cargador se encuentran detrás del disparador. Esto incrementa la longitud del cañón respecto al largo total del arma, permitiendo tener armas con la misma longitud del cañón, ahorrando peso y aumentando la maniobrabilidad en espacios estrechos.
Entre las desventajas que ofrece este sistema cabe destacar que en situaciones de combate no permite mantener el arma en línea con el blanco durante el cambio de cargador, porque lo más cómodo es levantar el cañón mientras se realiza el cambio.

## Historia
El diseño bullpup fue utilizado por primera vez en fusiles de cerrojo como la Carabina Thorneycroft de 1901, aunque el incremento de la distancia del pistolete a la manija del cerrojo hacía más lenta la recarga del arma. También se sabe que fue empleado en 1918 en armas semiautomáticas (como el fusil francés Faucon-Meunier calibre 6,5 mm, desarrollado por el teniente coronel Armand-Frédéric Faucon) e incluso en una pistola patentada en 1936 por el diseñador de armas francés Henri Delacre.
El primer fusil de asalto bullpup tiene sus orígenes en un programa del Ejército británico para reemplazar sus pistolas, subfusiles y fusiles. La idea del nuevo fusil surgió como resultado de la experiencia con armas ligeras ganada durante la Segunda Guerra Mundial, materializándose en los fusiles EM-1 y EM-2. Era obvio que en la guerra moderna, la infantería tendría que emplear un arma ligera con fuego selectivo y un alcance mayor al de un subfusil, pero más corto que el de un fusil de cerrojo. La elección del diseño bullpup fue vista como una necesidad para mantener la precisión del arma, al mismo tiempo que se acortaba su longitud. Sin ninguno de los problemas de disparo y recarga de un fusil bullpup de cerrojo, el tener un fusil corto y con fuego selectivo hacía obvia la elección del formato bullpup. El EM-2 fue adoptado en 1951 por el Reino Unido, siendo el primer fusil bullpup del mundo en servicio (en número limitado), pero fue rápidamente sustituido por el FN FAL tras la adopción del cartucho 7,62 x 51 OTAN, debido a que el EM-2 no se pudo adaptar con facilidad al nuevo cartucho.
Un fusil de asalto experimental calibre 7,62 x 39 fue desarrollado por Korobov en la Unión Soviética hacia 1945, un posterior desarrollo de este (el TKB-408) participó en las pruebas llevadas a cabo por el Ejércio soviético entre 1946-1947 para elegir un fusil de asalto, pero fue rechazado en favor del más convencional AK-47. 
Tras estos fracasos del diseño bullpup de ganar popularidad, la idea continuó siendo probada (un segundo fusil Korobov bullpup, el TKB-022).

## Armas bullpup en servicio

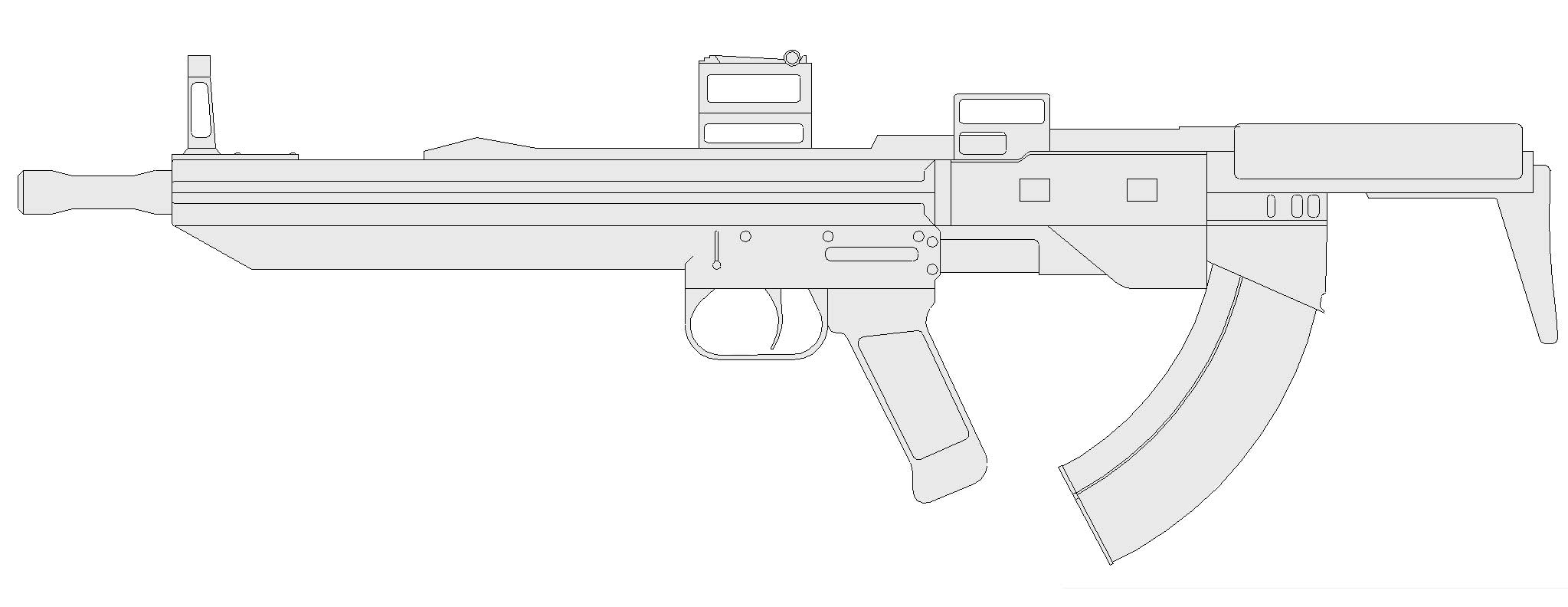
Un fusil TKB-059.

Sin embargo, no fue sino hasta casi una década después que las armas bullpup entraron en escena con el Steyr AUG (1977) y el algo menos difundido FAMAS (1978). El Steyr AUG es frecuentemente citado como el primer fusil bullpup exitoso, sirviendo en más de veinte países y siendo el principal fusil de países como Austria y Australia. Era altamente avanzado para la década de 1970, combinando en una sola arma la configuración bullpup, un cajón de mecanismos de polímero, dos pistoletes, una mira óptica fija como aparato de puntería estándar y un diseño modular. Sumamente fiable, ligero y preciso, el Steyr AUG demostró claramente el potencial de la configuración bullpup. La aparición del FAMAS y su adopción por las Fuerzas Armadas francesas, marcó el cambio de la configuración tradicional a la bullpup en los diseños de armas.

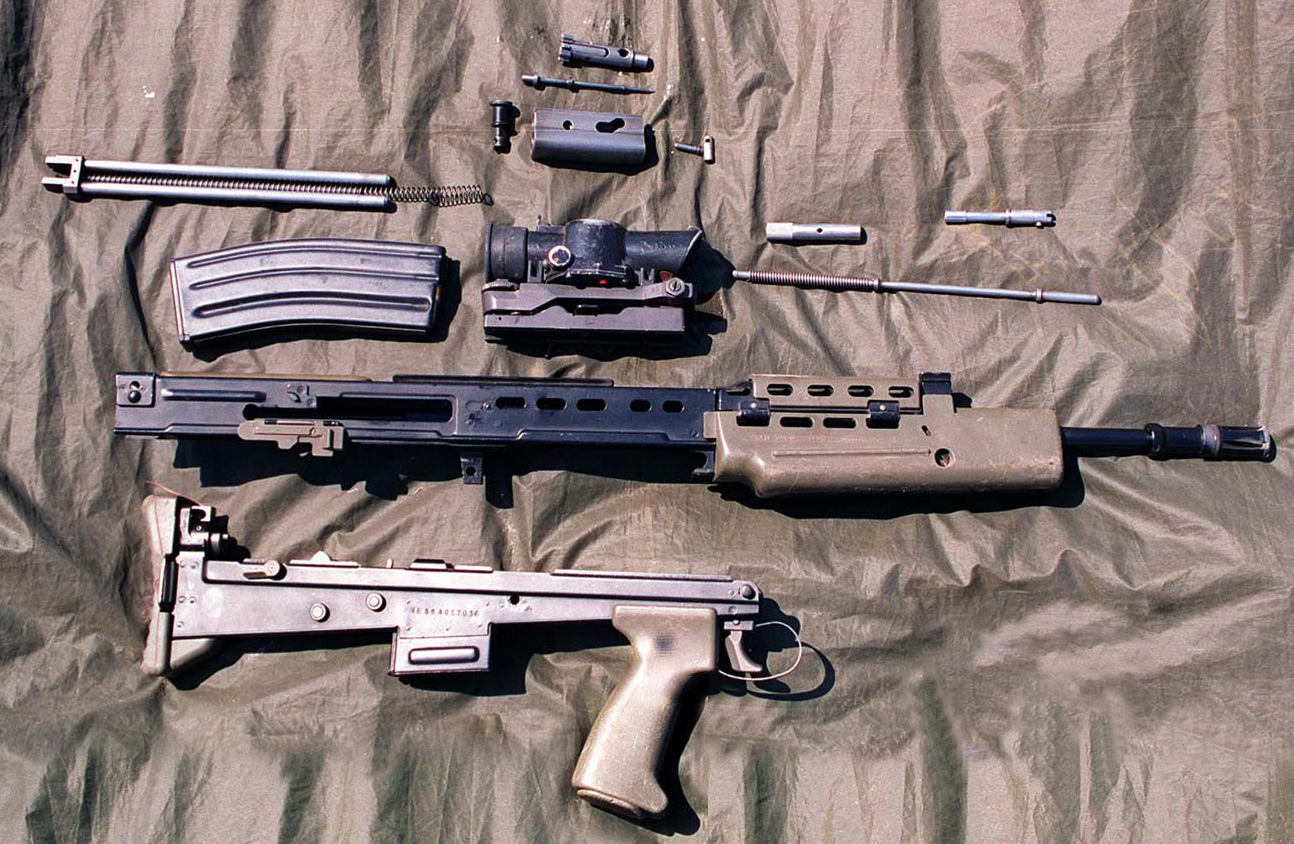
Un fusil SA-80 desarmado parcialmente.

Una vez que las capacidades y amplio empleo de estos nuevos fusiles quedaron en claro, los fusiles bullpup se hicieron rápidamente populares entre los fabricantes de fusiles militares. Los británicos satisficieron su necesidad de un fusil bullpup con el SA-80, el cual entró en servicio en 1985. Debido a persistentes problemas de fiabilidad, fue rediseñado por la Heckler & Koch como el L85A2 y ahora es un fiable y preciso, aunque bastante pesado, fusil de asalto. Al haber entrado en servicio de algunos de los países occidentales más poderosos militarmente hablando, los fusiles bullpup se están volviendo más comunes. El SAR-21 singapurense remedió una falla de los fusiles bullpup al emplear una placa deslizante rígida para mejorar el mecanismo del gatillo, además de emplear un deflector de casquillos para obtener un arma ambidiestra (imperfecta). Gracias a las lecciones aprendidas mediante la amplia experiencia en combate, la IMI (Industrias Militares de Israel) israelí desarrolló un fusil bullpup - el Tavor (TAR-21). El Tavor es extremadamente ligero, preciso y fiable (necesitando estándares de fiabilidad sumamente altos para evitar el bloqueo por la predominante arena del Medio Oriente), produciendo su demanda en otros países, especialmente India y Colombia. Casualmente, el Tavor comparte varias similitudes con el SAR-21. Otros fusiles bullpup han sido recientemente adoptados por el Ejército iraní y el Ejército Popular de Liberación chino: el Khaybar KH2002 y el QBZ-95 respectivamente.

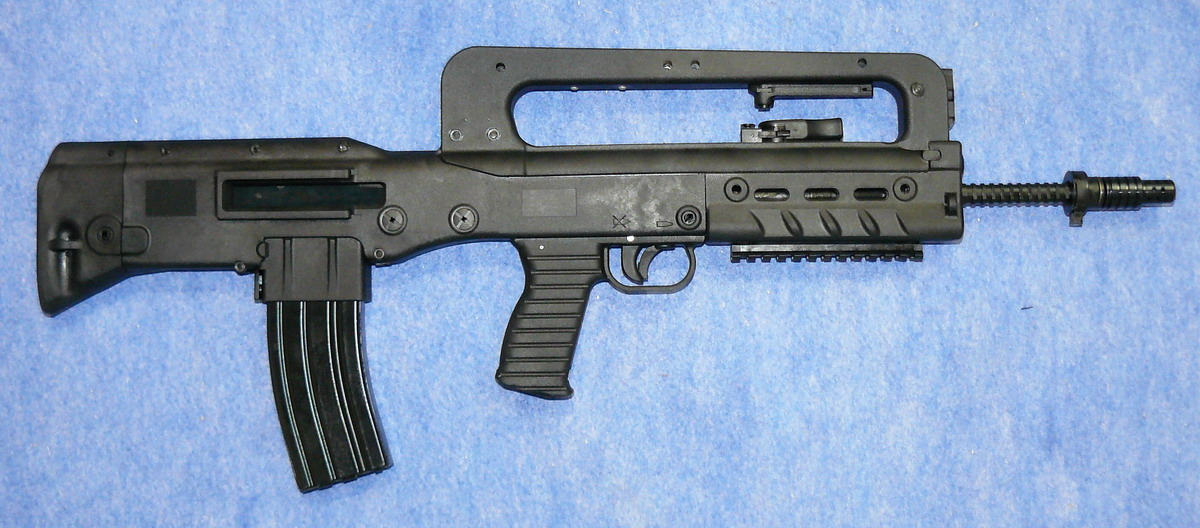
El Fusil de asalto VHS, un fusil bullpup más reciente.

El futuro de los fusiles bullpup es prometedor. Se está desarrollando una creciente cantidad de fusiles con el formato bullpup. Incluso fusiles de francotirador, como el fusil polaco Bor, han adoptado este formato. Algunos autores mencionan el incremento de las operaciones militares en zonas urbanas como un motivo de su creciente popularidad, ya que su corta longitud es muy apropiada para operar en lugares estrechos. Con un creciente número de innovaciones (como el sistema de eyección delantera del FN F2000), los frecuentemente mencionados problemas de los fusiles bullpup parece que están próximos a ser eliminados. Sistemas de eyección ambidiestros como el de eyección delantera o hacia abajo, parecen ser las futuras elecciones para los fusiles bullpup e incluso para fusiles de asalto en general (el mecanismo de eyección delantera del fusil Kel-Tec FRB apoya esta idea, al igual que la eyección hacia abajo del Fusil Automático Doble, así como del Kel-Tec RDB y la alta compatibilidad de los diseños del programa Lightweight Small Arms Technologies del Departamento de Defensa de los Estados Unidos).
El problema al disparar desde el hombro izquierdo ha sido solucionado de diversas formas. Como el SA-80 del Ejército británico solamente es fabricado en versión para tiradores diestros, con su palanca de carga y portilla de eyección en el lado derecho, no es posible dispararlo con seguridad desde el hombro izquierdo. Por lo tanto, todos los soldados son entrenados para disparar desde el hombro derecho. El Steyr AUG puede modificarse para disparar desde el hombro izquierdo con solo mover la cubierta de la portilla de eyección al lado derecho del arma (el cajón de mecanismos de polímero tiene una portilla de eyección a cada lado, una de las cuales está cubierta) y reemplazar el cerrojo con uno configurado para eyectar desde el lado izquierdo. Una vez modificado, el fusil no puede ser empleado adecuadamente por un tirador diestro. El FAMAS y otros fusiles también tienen capacidad de ser modificados para los tiradores zurdos de forma similar.

## Galería
|           |
| Steyr AUG |

|       |
| FAMAS |

|                       |
| VHS (fusil de asalto) |

|      |
| SA80 |

|           |
| IMI Tavor |

|          |
| FN F2000 |

|              |
| Vektor CR-21 |

|     |
| FAD |

|        |
| SAR 21 |

|                        |
| A-91 (fusil de asalto) |

|        |
| QBZ-95 |

|            |
| LAPA FA-03 |

|         |
| KH-2002 |

|         |
| TKB-408 |